# Keratoconus
Keratoconus is een oogaandoening waarbij het hoornvlies langzaam dunner wordt en een kegelvormige (conus) vervorming ondergaat. Keratoconus is een niet erg zeldzame aandoening, die naar schatting voorkomt bij één op de 1500 personen en een genetische oorzaak lijkt te hebben (bij ongeveer 10%). Keratoconus treedt bijna altijd in beide ogen op, begint meestal in de kindertijd en ontwikkelt zich pas goed tussen de 20- en 30-jarige leeftijd. De gezichtsscherpte kan ernstig worden aangetast en overgevoeligheid voor licht wordt ook vaak genoemd als symptoom. Keratoconus en de daarmee gepaard gaande visusstoornissen beïnvloeden vaak de mogelijkheid van de persoon om normaal te functioneren.

## Symptomen en oorzaak
De gevolgen van de aandoening zijn het beste te illustreren met een enkel lichtpunt in een donkere achtergrond. De persoon met keratoconus ziet in plaats van een punt een patroon van tot meer dan 100 verschillende uitwaaierende lichtpunten door de onregelmatige cornea.

### Ring van Kayser-Fleischer

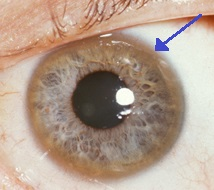
Ring van Kayser-Fleischer: afzetting van koperdeeltjes in de membraan van Descemet

Herkenbaar bij een keratoconus zijn afzettingen van ijzer die te zien zijn rond de basis van de conus.

### Striae van Vogt

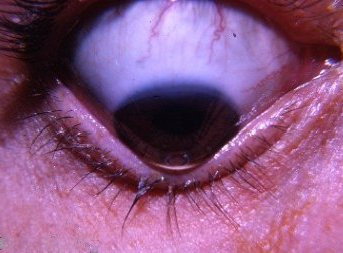
Het V-vormige teken van Munson

Dit zijn kleine verticale vouwen in het stroma van de cornea en in de membraan van Descemet.

### Teken van Munson
Bij het naar beneden kijken van de oogbol is een duidelijk V-vormige verandering van het onderooglid te zien, wat het teken van Munson wordt genoemd. 

## Crosslinking
In 1998 heeft prof. Spoerl (Universiteit Dresden) samen met een team een methode bedacht om met behulp van een vitamine B-preparaat en ultraviolet licht het collageenweefsel van het stroma, het middelste deel van het hoornvlies, te versterken. Hierdoor wordt het weefsel stugger en kan de verdere uitstulping van de conus afremmen of stoppen. Dit proces heet corneal crosslinking. In Nederland wordt dit toegepast bij Oogziekenhuis Zonnestraal, in de Hanzekliniek in Groningen, het UMC Utrecht, de Melles kliniek in Rotterdam, het LUMC (Leiden), het UMC Maastricht, het Erasmus MC in Rotterdam en het Oogziekenhuis in Rotterdam.

## Contactlenzen
Contactlenzen kunnen de visus verbeteren door het opvullen (met traanvocht) van de ruimte tussen het onregelmatige hoornvlies en het gladde oppervlak van de binnenkant van de lens.
Speciale 'keratoconuslenzen' waaronder Rose-K®-lenzen en scleralenzen zijn uitermate geschikt voor mensen met deze aandoening. De Rose-K®-lens is een corneale lens die als een gewone vormstabiele contactlens wordt toegepast alleen op de cornea. De scleralens is een lens die ook over het oogwit heen valt, waardoor het hoornvlies beter wordt beschermd. Scleralenzen worden meestal goed verdragen. De Rose-K®-lens is echter in de meeste gevallen een makkelijkere optie dan sclerale lenzen, doordat de lens kleiner is. De Rose-K®-lens kan echter wel uitvallen en er kan ook stof onder komen, wat bij scleralenzen vrijwel niet gebeurt.
Er kan ook een oplossing gevonden worden door middel van een zachte lens de KerasoftIC®. Deze lens is gemaakt van een hydrogel materiaal of van het nieuwe silicone hydrogel materiaal. De zachte lenzen kenmerken zich door een hoog comfort waardoor ze langer verdragen worden door de drager. Ook na crosslinking worden deze lenzen meer en meer toegepast.

## Hoornvliestransplantatie
In de ergste gevallen wanneer visuscorrectie niet meer mogelijk is met behulp van contactlenzen, door ernstige verdunning van het hoornvlies of bij littekenvorming door het dragen van contactlenzen, is een hoornvliestransplantatie mogelijk. In de Westerse wereld zijn de meest voorkomende indicaties voor een hoornvliestransplantatie keratoconus, littekens na een infectie van het hoornvlies en Fuchse endotheeldystrofie. Voorheen werd doorgaans een volledige hoornvliestransplantatie verricht (perforerende keratoplastiek) maar tegenwoordig transplanteert men, indien mogelijk, alleen het zieke laagje (lamellaire keratoplastiek).